# 特雷維里人
特雷维里（法语、德語：或）是高卢人的一支部落，公元前150年左右居住在摩泽尔河低谷，其后被法兰克人所同化而吸收。